# 진정 (동진)
진정(陳鼎, 생몰년 미상)은 동진의 군인으로 본관은 영천 진씨이며 난형난제 등의 고사로 유명한 진식의 후손이고 상서랑을 지낸 진공필(陳公弼)의 아들이다.

## 생애
장성현 출생으로 그의 본적은 서진의 승상연(丞相掾)을 지낸 고조부 진달이 장성현에 정착하여 자리잡은 것이다. 증조부 진강(陳康)은 진달의 승상연을 계승했으며 동진 정부에 토단(土斷)을 끝마쳐 정식 장성현인(長城縣人)이 되었다. 
진정 본인은 동진의 보병교위(步兵校尉)를 지냈으나 언제 죽었는지는 전해지지 않는다. 진정의 아들인 진고도 산기시랑을 역임하였으며 진정의 자손들은 남조의 관료를 역임하였다. 이후 557년 진정의 곤손인 진패선이 남진을 건국하자 진정은 보병부군(步兵府君)으로 추존되어 진의 칠묘에 모셔졌다.
559년 진패선이 죽자 보병부군의 묘역은 제거되었다.

## 계보

### 선조
- 10대조: 진식(陳寔) - 태구장(太丘長)
- 비조부: 진심(陳諶), 자는 계방(季方)
- 원조부: 진충(陳忠)
- 태조부: 진좌(陳佐) - 청주자사(靑州刺史)
- 열조부: 광릉원공(廣陵元公) 진준
- 현조부: 진광(陳匡)
- 고조부: 진달(陳達) - 승상연(丞相掾)
- 증조부: 진강(陳康) - 승상연(丞相掾)
- 조부: 진영(陳英) - 우이군태수(盱眙郡太守)
- 부친: 진공필(陳公弼) - 상서랑(尙書郞)

### 후손
- 아들: 정원부군 진고
- 손자: 회안부군 진영
- 증손: 안성부군 진맹공
- 현손: 효황(孝皇) 진도거
- 내손: 문제(文帝) 진문찬
- 장(長)곤손: 소열황(昭烈皇) 진도담
- 차(次)곤손: 무제(武帝) 진패선 - 남진 초대 황제.

## 둘러보기
1. ↑  이민족이 국가에 이주신청을 하여 정식 국민으로 인정받을 수 있는 제도이다.